# Montpezat-sous-Bauzon
Montpezat-sous-Bauzon ist eine französische Gemeinde mit 756 Einwohnern (Stand: 1. Januar 2022) im französischen Département Ardèche. Die Gemeinde gehört zum Arrondissement Largentière und zum Kanton Haute-Ardèche.

## Geographie
Montpezat-sous-Bauzon liegt etwa 60 Kilometer westsüdwestlich von Valence am Fontaulière und ist Teil des Regionalen Naturparks Monts d’Ardèche. Umgeben wird Montpezat-sous-Bauzon von den Nachbargemeinden Burzet im Norden und Nordosten, Saint-Pierre-de-Colombier im Osten, Meyras im Südosten, Thueyts im Süden, Barnas im Südwesten, Le Roux im Westen sowie Saint-Cirgues-en-Montagne im Nordwesten.

## Bevölkerungsentwicklung
| Jahr      | 1962 | 1968 | 1975 | 1982 | 1990 | 1999 | 2006 | 2018 |
| --------- | ---- | ---- | ---- | ---- | ---- | ---- | ---- | ---- |
| Einwohner | 820  | 693  | 676  | 649  | 698  | 634  | 748  | 739  |

Quellen: Cassini und INSEE

## Sehenswürdigkeiten
- Kirche von Montpauzon-sous-Bazon
- Kirche Notre-Dame de Prévenchères aus dem 12. Jahrhundert

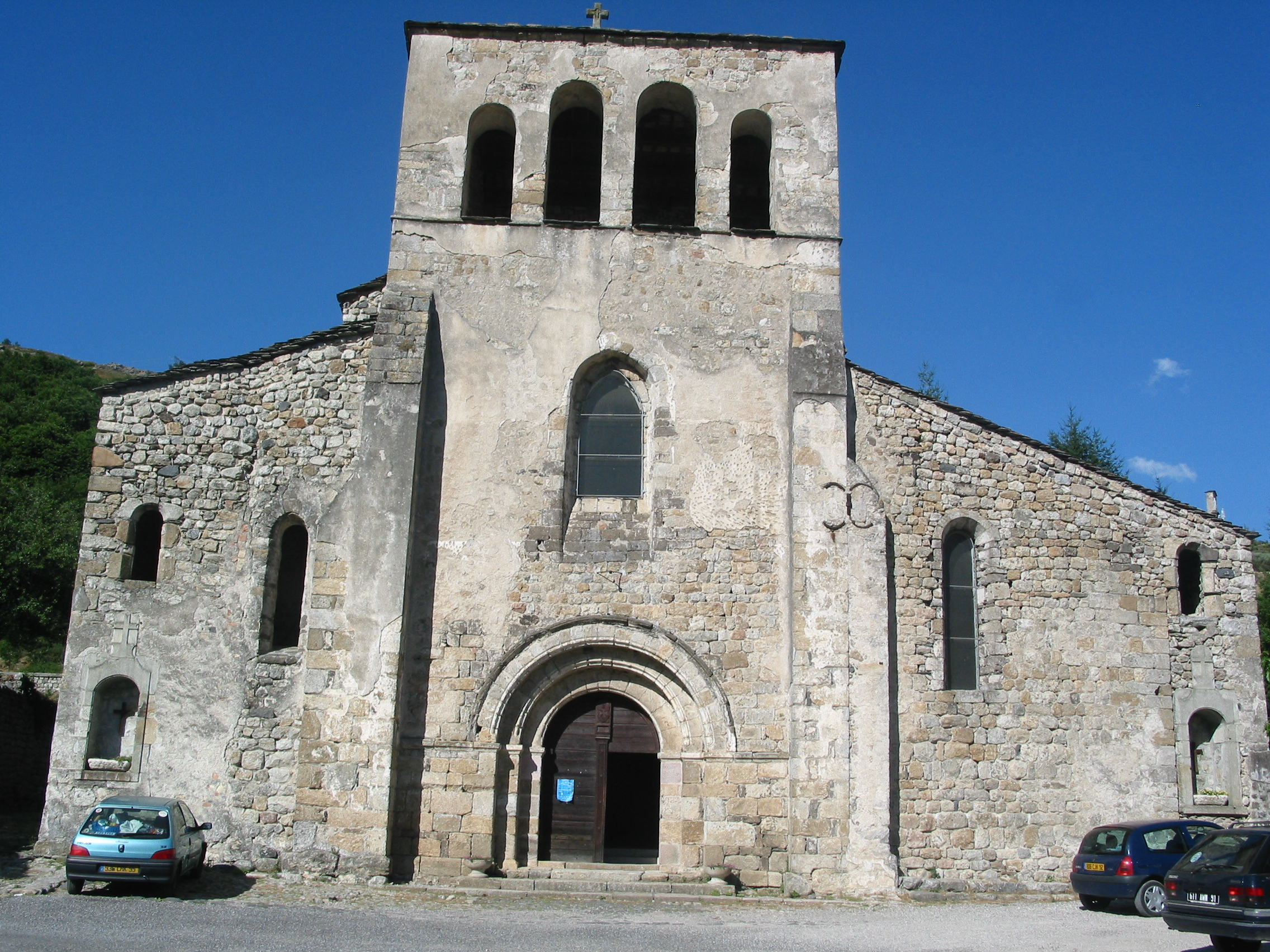
Kirche Notre-Dame-de-Prévenchères

- Kapelle Marie Rivier
- Burgruine

## Persönlichkeiten
- Marie Rivier (1768–1838), Ordensschwester und Ordensgründerin